# Kaidai (lớp tàu ngầm)
Tàu ngầm Kiểu Kaidai (海大型潜水艦, Kaidai-gata sensuikan) là một lớp tàu ngầm hạng nhất của Hải quân Đế quốc Nhật Bản hoạt động trước và trong Chiến tranh thế giới thứ hai. Tên lớp tàu là viết tắt của cụm từ Kaigun-shiki Ōgata Sensuikan (海軍式大型潜水艦) - Tàu ngầm cỡ lớn của Hải quân.
Tất cả các tàu ngầm lớp Kaidai trước đây chỉ sử dụng số hiệu có hai chữ số, tính từ tàu ngầm I-51 trở đi. Từ ngày 20 tháng 5 năm 1942, tất cả các tàu ngầm lớp Kaidai đều được thêm số "1" vào trước số hiệu cũ của chúng. Ví dụ, I-52 được đổi thành I-152. Toàn bộ tàu đều thay thành số hiệu có ba chữ số nếu số hiệu cũ chỉ có một hoặc hai chữ số. Những tàu đã rời biên chế trước ngày 20 tháng 5 năm 1942 thì không được thay đổi số hiệu.

## Các lớp tàu
Lớp tàu ngầm kiểu Kaidai được chia thành 7 phân lớp chính và 2 phân lớp phụ:
- Kaidai I (海大1型（伊五十一型） Kaidai-ichi-gata, lớp I-51?)
- Kaidai II (海大2型（伊五十二型/伊百五十二型） Kaidai-ni-gata, lớp I-52/I-152?)
- Kaidai IIIa (海大3型a（伊五十三型/伊百五十三型） Kaidai-san-gata-ē, lớp I-53/I-153?)
- Kaidai IIIb (海大3型b（伊五十六型/伊百五十六型） Kaidai-san-gata-bī, lớp I-56/I-156?)
- Kaidai IV (海大4型（伊六十一型/伊百六十二型） Kaidai-yon-gata, lớp I-61/I-162?)
- Kaidai V (海大5型（伊六十五型/伊百六十五型） Kaidai-go-gata, lớp I-65/I-165?)
- Kaidai VIa (海大6型a（伊六十八型/伊百六十八型） Kaidai-roku-gata-ē, lớp I-68/I-168?)
- Kaidai VIb (海大6型b（伊七十四型/伊百七十四型） Kaidai-roku-gata-bī, lớp I-74/I-174?)
- Kaidai VII (海大7型（伊七十六型/伊百七十六型） Kaidai-nana-gata, lớp I-76/I-176?)

### Kaidai I (lớpI-51)

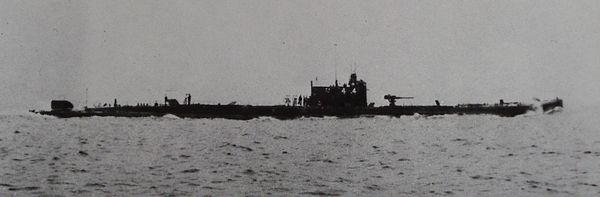
I-51 vào năm 1924

Dự án số S22. Nguyên mẫu của lớp. Con tàu duy nhất của lớp Kaidai I, I-51, được dựa trên thiết kế của tàu ngầm lớp K của Hải quân Hoàng gia Anh trong Chiến tranh thế giới thứ nhất. Con tàu được hoàn thành vào năm 1924, được nâng cấp lên động cơ mới vào năm 1932 và được tháo dỡ vào năm 1941. Con tàu không tham gia bất kỳ trận đánh nào trong Chiến tranh thế giới thứ hai.
| Tàu                       | Xưởng đóng          | Hạ lườn            | Hạ thủy              | Hoàn thành                                    | Số phận                                                                                |
| I-51 (gốc-Tàu ngầm Số 44) | Xưởng Hải quân Kure | 6 tháng 4 năm 1921 | 29 tháng 11 năm 1921 | 20 tháng 6 năm 1924 (Dưới tên Tàu ngầm Số 44) | Đổi tên thành I-51 vào ngày 1 tháng 11 năm 1924. Loại biên chế ngày 1 tháng 4 năm 1940 |

### Kaidai II (lớpI-152)

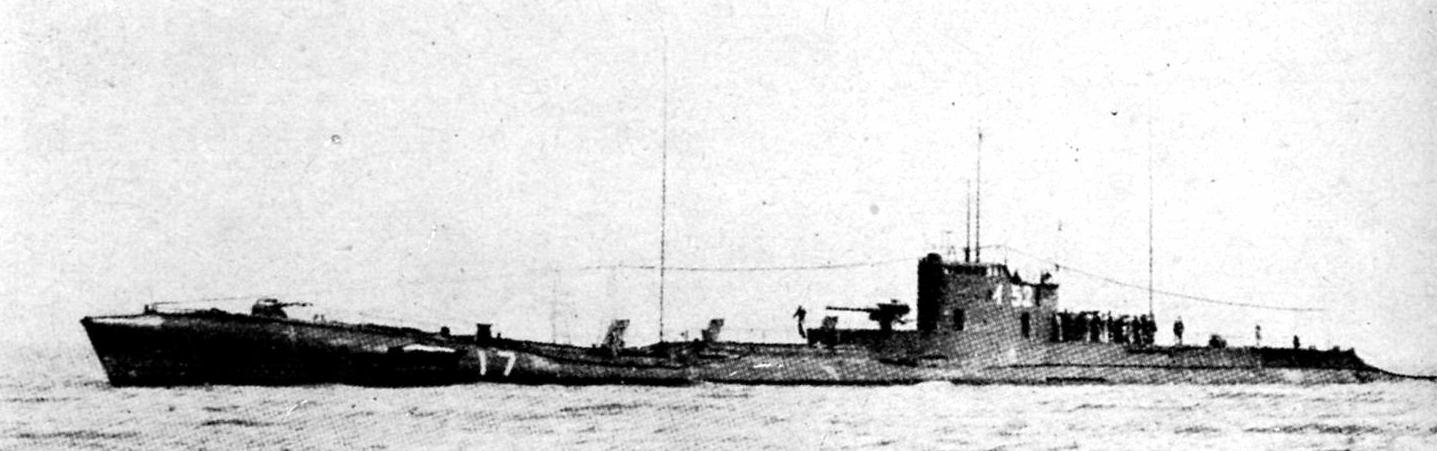
I-152

Dự án số S25. Chỉ có duy nhất một tàu Kaidai II, I-152, được đóng theo Kế hoạch Hạm đội Tám-Sáu cùng với tàu I-51. Con tàu được hoàn thành vào năm 1924, và được sử dụng làm tàu huấn luyện đến giữa năm 1942, sau đó bị loại khỏi biên chế. Con tàu được tháo dỡ vào năm 1946.
| Tàu                                   | Xưởng đóng          | Hạ lườn                                       | Hạ thủy             | Hoàn thành                          | Số phận |
| I-152 (gốc-I-52) (gốc-Tàu ngầm Số 55) | Xưởng Hải quân Kure | 14 tháng 2 năm 1922 (Dưới tên Tàu ngầm Số 55) | 12 tháng 6 năm 1923 | 20 tháng 5 năm 1925 (dưới tên I-52) | Đổi tên thành I-152 vào ngày 20 tháng 5 năm 1942, loại biên chế ngày 1 tháng 8 năm 1942, bị tháo dỡ sau chiến tranh. |
| Tàu ngầm Số 64                        | Xưởng Hải quân Kure |                                               |                     |                                     | Chuyển sang nhóm Kaidai IIIa                                                                                         |

### Kaidai IIIa/b (lớpI-153và lớpI-156)

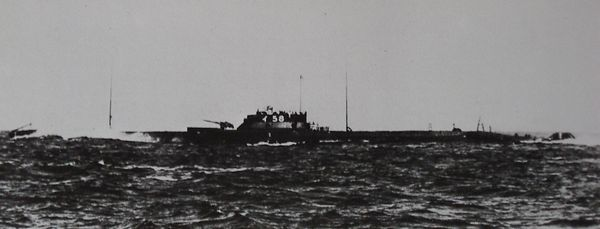
I-158 vào năm 1927

Dự án số S26 (Kaidai IIIa) và S27 (Kaidai IIIb). Chín tàu Kaidai III được dựa theo những thiết kế trước đó, nhưng sử dụng thân tàu vững chắn hơn. Các tàu thuộc nhóm "IIIb" có thân tàu dài hơn 40 cm và mang thiết kế mũi tàu khác biệt. Toàn bộ chín tàu được đóng trong giai đoạn 1927-1930.
Trong số chín tàu của nhóm Kaidai III, bảy chiếc sống sót qua chiến tranh, do phần lớn chúng được sử dụng làm tàu huấn luyện. Toàn bộ số tàu này đều được đánh đắm sau khi chiến tranh kết thúc. I-63 bị chìm sau vụ tai nạn va chạm với tàu ngầm I-60 vào năm 1939. I-63 được trục vớt vào tháo dỡ vào năm 1940. I-60 sau đó bị đánh chìm bởi khu trục hạm HMS Jupiter.
| Tàu                                   | Phân lớp    | Xưởng đóng              | Hạ lườn                                      | Hạ thủy                            | Hoàn thành           | Hoạt động | Số phận |
| ------------------------------------- | ----------- | ----------------------- | -------------------------------------------- | ---------------------------------- | -------------------- | --- | --- |
| I-153 (gốc-I-53) (gốc-Tàu ngầm Số 64) | Kaidai IIIa | Xưởng Hải quân Kure     | 1 tháng 4 năm 1924 (Dưới tên Tàu ngầm Số 64) | 5 tháng 8 năm 1925 (Dưới tên I-53) | 30 tháng 3 năm 1927  | • Đổi tên thành I-153 vào ngày 20 tháng 5 năm 1942. • Đánh chìm tàu buôn Ben 2 của Hà Lan và một tàu khác không rõ tên ngày 27 tháng 2 năm 1942 • Đánh chìm tàu vận tải RMS City of Manchester của Anh ngày 28 tháng 2 năm 1942 | Loại biên chế vào ngày 20 tháng 11 năm 1945, bị tháo dỡ năm 1948                                                        |
| I-154 (gốc-I-54) (gốc-Tàu ngầm Số 77) | Kaidai IIIa | Xưởng Hải quân Sasebo   | 15 tháng 11 năm 1924 (Dưới tên I-54)         | 15 tháng 3 năm 1926                | 15 tháng 12 năm 1927 | Đánh chìm tàu buôn Majokaat của Hà Lan ngày 2 tháng 3 năm 1942 | Loại biên chế vào ngày 20 tháng 11 năm 1945, được tháo dỡ tại Iyo-nada vào tháng 5 năm 1946                             |
| I-155 (gốc-I-55) (gốc-Tàu ngầm Số 78) | Kaidai IIIa | Xưởng Hải quân Kure     | 1 tháng 4 năm 1924 (Dưới tên I-55)           | 2 tháng 9 năm 1925                 | 5 tháng 9 năm 1927   | • Đánh chìm tàu buôn Van Lansberge của Hà Lan vào 4 tháng 2 năm 1942 • Đánh chìm tàu buôn Van Cloon của Hà Lan ngày 7 tháng 2 năm 1942 • Đánh chìm tàu vận tải RMS Derrymore ngày 14 tháng 2 năm 1942 • Đánh chìm tàu buôn Madrono của Na Uy ngày 18 tháng 2 năm 1942 | Loại biên chế vào ngày 20 tháng 11 năm 1945, được tháo dỡ tại Iyo-nada vào tháng 5 năm 1946                             |
| I-156 (gốc-I-56)                      | Kaidai IIIb | Xưởng Hải quân Kure     | 3 tháng 11 năm 1926                          | 23 tháng 3 năm 1928                | 31 tháng 3 năm 1929  | • Đánh chìm tàu buôn Hydra II của Hy Lạp và tàu buôn Hai Tung của Na Uy ngày 11 tháng 12 năm 1941 • Đánh chìm tàu RMS Kuantan ngày 5 tháng 1 năm 1942 • Làm hư hại tàu buôn Tanimbar của Hà Lan ngày 6 tháng 1 năm 1942 • Đánh chìm tàu buôn Van Rees và Van Riebeeck của Hà Lan ngày 8 tháng 1 năm 1942 • Làm hư hại tàu buôn Patras ngày 13 tháng 1 năm 1942 • Đánh chìm tàu buôn Togian ngày 4 tháng 2 năm 1942 | Loại biên chế ngày 30 tháng 11 năm 1945, bị đánh chìm như 1 tàu mục tiêu ở quần đảo Gotō ngày 1 tháng 4 năm 1946        |
| I-157 (gốc-I-57)                      | Kaidai IIIb | Xưởng Hải quân Kure     | 8 tháng 7 năm 1927                           | 1 tháng 10 năm 1928                | 24 tháng 12 năm 1929 | Đánh chìm tàu buôn Djirak của Hà Lan ngày 7 tháng 1 năm 1942 | Loại biên chế ngày 30 tháng 11 năm 1945, bị đánh chìm như 1 tàu mục tiêu ở quần đảo Gotō ngày 1 tháng 4 năm 1946        |
| I-158 (gốc-I-58)                      | Kaidai IIIa | Xưởng Hải quân Yokosuka | 3 tháng 12 năm 1924                          | 3 tháng 10 năm 1925                | 15 tháng 5 năm 1928  | • Đánh chìm tàu buôn Langkoas của Hà Lan ngày 3 tháng 1 năm 1942 • Đánh chìm tàu buôn Camphuys của Hà Lan ngày 9 tháng 1 năm 1942 • Đánh chìm tàu buôn Pijnacker Hordijk của Hà Lan ngày 22 tháng 2 năm 1942 • Đánh chìm tàu buôn Boeroe của Hà Lan ngày 25 tháng 2 năm 1942 | Loại biên chế ngày 30 tháng 11 năm 1945, bị đánh chìm như 1 tàu mục tiêu ở quần đảo Gotō ngày 1 tháng 4 năm 1946        |
| I-159 (gốc-I-59)                      | Kaidai IIIb | Xưởng Hải quân Yokosuka | 25 tháng 3 năm 1927                          | 25 tháng 3 năm 1929                | 31 tháng 3 năm 1930  | • Đánh chìm tàu buôn Eidsvold của Na Uy ngày 20 tháng 1 năm 1942 • Đánh chìm tàu buôn SS Rooseboom của Hà Lan ngày 1 tháng 3 năm 1942 | Loại biên chế ngày 30 tháng 11 năm 1945, bị đánh chìm như 1 tàu mục tiêu ở quần đảo Gotō ngày 1 tháng 4 năm 1946        |
| I-60                                  | Kaidai IIIb | Xưởng Hải quân Sasebo   | 10 tháng 10 năm 1927                         | 24 tháng 4 năm 1929                | 20 tháng 12 năm 1929 | | Bị khu trục hạm HMS Jupiter bắn chìm ở Eo biển Sunda 06°00′N 105°00′Đ / 6°N 105°Đ ngày 17 tháng 1 năm 1942              |
| I-63                                  | Kaidai IIIb | Xưởng Hải quân Sasebo   | 12 tháng 8 năm 1926                          | 28 tháng 9 năm 1927                | 20 tháng 12 năm 1928 | | Chìm trong một vụ tai nạn tại Eo biển Bungo ngày 20 tháng 2 năm 1939. Được trục vớt và tháo dỡ ngày 21 tháng 1 năm 1940 |

### Kaidai IV (lớpI-61/162)

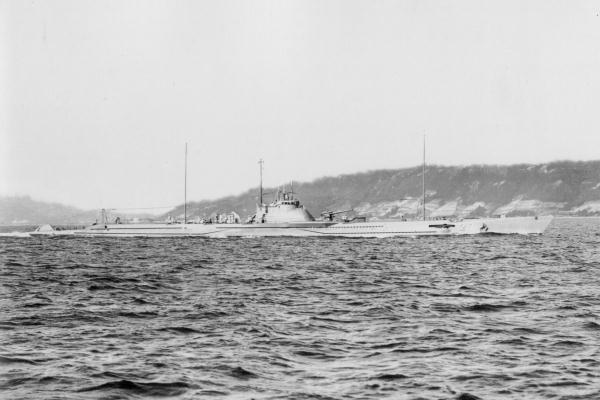
I-164 vào năm 1930

Dự án số S28. Có thiết kế thân tàu bé hơn so với lớp tiền nhiệm và chỉ lắp đặt bốn ống phóng ngư lôi. Ba tàu của lớp Kaidai IV được đóng trong giai đoạn 1929-1930; I-61, I-162, và I-164. I-61 chìm trong một vụ tai nạn năm 1941. I-164 bị tàu ngầm USS Triton của Mỹ bắn chìm ngày 17 tháng 5 năm 1942. I-162 sống sót qua chiến tranh.
| Tàu              | Xưởng đóng                                | Hạ lườn              | Hạ thủy              | Hoàn thành          | Hoạt động | Số phận |
| ---------------- | ----------------------------------------- | -------------------- | -------------------- | ------------------- | --- | --- |
| I-61             | Khu Công nghiệp đóng tàu Kōbe, Mitsubishi | 15 tháng 11 năm 1926 | 12 tháng 11 năm 1927 | 6 tháng 4 năm 1929  | | Chìm trong một vụ tai nạn ngày 2 tháng 10 năm 1941 tại Eo biển Iki. Đựoc trục vớt và tháo dỡ năm 1942              |
| I-162 (gốc-I-62) | Khu Công nghiệp Đóng tàu Kōbe, Mitsubishi | 20 tháng 4 năm 1927  | 29 tháng 11 năm 1928 | 24 tháng 3 năm 1930 | • Làm hư hại tàu RMS Longwood ngày 31 tháng 1 năm 1942 • Làm hư hại tàu RMS Spondilus on 4 tháng 2 năm 1942 • Đánh chìm tàu RMS Lakshmi Govinda ngày 10 tháng 3 năm1942 • Đánh chìm tàu buôn Merkus của Hà Lan ngày 16 tháng 3 năm 1942 • Làm hư hại tàu RMS San Cirilo ngày 21 tháng 3 năm 1942 • Đánh chìm một tàu buôn không rõ tên ngày 22 tháng 3 năm 1942 • Đánh chìm tàu buôn Mikoyan của Liên Xô ngày 3 tháng 10 năm 1942 • Đánh chìm tàu RMS Manon ngày 7 tháng 10 năm 1942 • Làm hư hại tàu RMS Martaban vào ngày 13 tháng 10 năm 1942 • Đánh chìm tàu RMS Fort McCloud vào ngày 3 tháng 3 năm 1944 | Loại biên chế ngày 30 tháng 11 năm 1945, bị đánh chìm như một tàu mục tiêu ở quần đảo Gotō ngày 1 tháng 4 năm 1946 |
| I-164 (gốc-I-64) | Xưởng Hải quân Kure                       | 28 tháng 3 năm 1928  | 5 tháng 10 năm 1929  | 30 tháng 8 năm 1930 | • Đánh chìm tàu buôn Van Overstraten của Hà Lan ngày 22 tháng 1 năm 1942 • Làm hư hại tàu RMS Idar ngày 28 tháng 1 năm 1942 • Đánh chìm tàu SS Florence Luckenbach của Mỹ ngày 29 tháng 1 năm 1942 • Đánh chìm tàu vận tải Jalatarang của Ấn Độ ngày 30 tháng 1 năm 1942 • Đánh chìm tàu vận tải Jalapalaka của Ấn Độ ngày 31 tháng 1 năm 1942 • Đánh chìm tàu buôn Mabella của Na Uy ngày 13 tháng 3 năm 1942 | Bị tàu ngầm USS Triton bắn chìm ở phía Nam Kyūshū 29°25′B 134°09′Đ / 29,417°B 134,15°Đ ngày 17 tháng 5 năm 1942    |

### Kaidai V (lớpI-165)
Dự án số S29. Có ba tàu lớp Kaidai V được đóng; I-165, I-166, và I-67, đều được hoàn thành trong năm 1932. Lớp này được nâng cấp pháo trên boong tàu, từ pháo nòng 50 caliber lên pháo đa dụng 65 caliber. Các con tàu được thiết kế rộng và cao hơn, nâng tổng số thành viên thủy thủ đoàn lên 75 và tăng mức lặn sâu lên 230 ft (70 m). I-165 được cải tiến vào năm 1945, bằng việc thay pháo trên boong tàu bằng hai máy phóng ngư lôi cảm tử Kaiten.
Không tàu nào trong nhóm Kaidai V sống sót qua chiến tranh. I-67 chìm với toàn bộ thủy thủ đoàn trong một buổi huấn luyện vào năm 1940. I-165 bị bắn chìm ngày 27 tháng 6 năm 1945 ở vùng biển phía đông đảo Saipan. I-166 bị tàu ngầm Anh HMS Telemachus bắn chìm ngày 17 tháng 7 năm 1944 ở ngoài khơi Singapore.
| Tàu              | Xưởng đóng                                | Đặt lườn             | Hạ thủy            | Hoàn thành           | Hoạt động | Số phận |
| ---------------- | ----------------------------------------- | -------------------- | ------------------ | -------------------- | --- | --- |
| I-165 (gốc-I-65) | Xưởng Hải quân Kure                       | 19 tháng 12 năm 1929 | 2 tháng 6 năm 1931 | 1 tháng 12 năm 1932  | • Đánh chìm tàu buôn Benkoelen của Hà Lan ngày 9 tháng 1 năm 1942 • Đánh chìm tàu buôn Jalarajan của Ấn Độ ngày 15 tháng 1 năm 1942 • Đánh chìm tàu Johanne Justesen của Hà Lan ngày 15 tháng 2 năm 1942 • Đánh chìm tàu RMS Bhima ngày 20 tháng 2 năm 1942 • Đánh chìm tàu SS Harmonides ngày 25 tháng 8 năm 1942 • Đánh chìm tàu SS Losmar ngày 24 tháng 9 năm 1942 • Đánh chìm tàu RMS Perseus ngày 16 tháng 1 năm 1944 • Đánh chìm tàu SS Nancy Moller ngày 18 tháng 3 năm 1944 | Cải biên thành tàu chở ngư lôi cảm tử Kaiten vào năm 1945, bị máy bay ném bom của Hải quân Hoa Kỳ đánh chìm ở ngoài khơi quần đảo Mariana 15°28′B 153°39′Đ / 15,467°B 153,65°Đ ngày 27 tháng 6 năm 1945 |
| I-166 (gốc-I-66) | Xưởng Hải quân Sasebo                     | 8 tháng 11 năm 1929  | 2 tháng 6 năm 1931 | 10 tháng 11 năm 1932 | • Đánh chìm tàu ngầm HNLMS K XVI của Hà Lan ngày 25 tháng 12 năm 1941 • Đánh chìm tàu vận tải USAT Liberty của Lục quân Hoa Kỳ, ngày 11 tháng 1 năm 1942 • Đánh chìm tàu buôn Nord của Panama ngày 21 tháng 1 năm 1942 • Đánh chìm tàu RMS Chak Sang ngày 22 tháng 1 năm 1942 • Đánh chìm tàu RMS Kamuning ngày 14 tháng 2 năm 1942 • Đánh chìm tàu buôn Camila của Panama ngày 1 tháng 10 năm 1942 • Đánh chìm tàu RMS Cranfield ngày 22 tháng 11 năm 1942                         | Bị tàu ngầm Anh HMS Telemachus bắn chìm ngày 17 tháng 7 năm 1944 |
| I-67             | Khu Công nghiệp Đóng tàu Kōbe, Mitsubishi | 8 tháng 11 năm 1929  | 2 tháng 6 năm 1931 | 10 tháng 11 năm 1932 | | Chìm trong một buổi huấn luyện ở ngoài khơi Minami-Tori-shima, ngày 29 tháng 8 năm 1940 |

### Kaidai VIa/b (lớpI-168và lớpI-174)

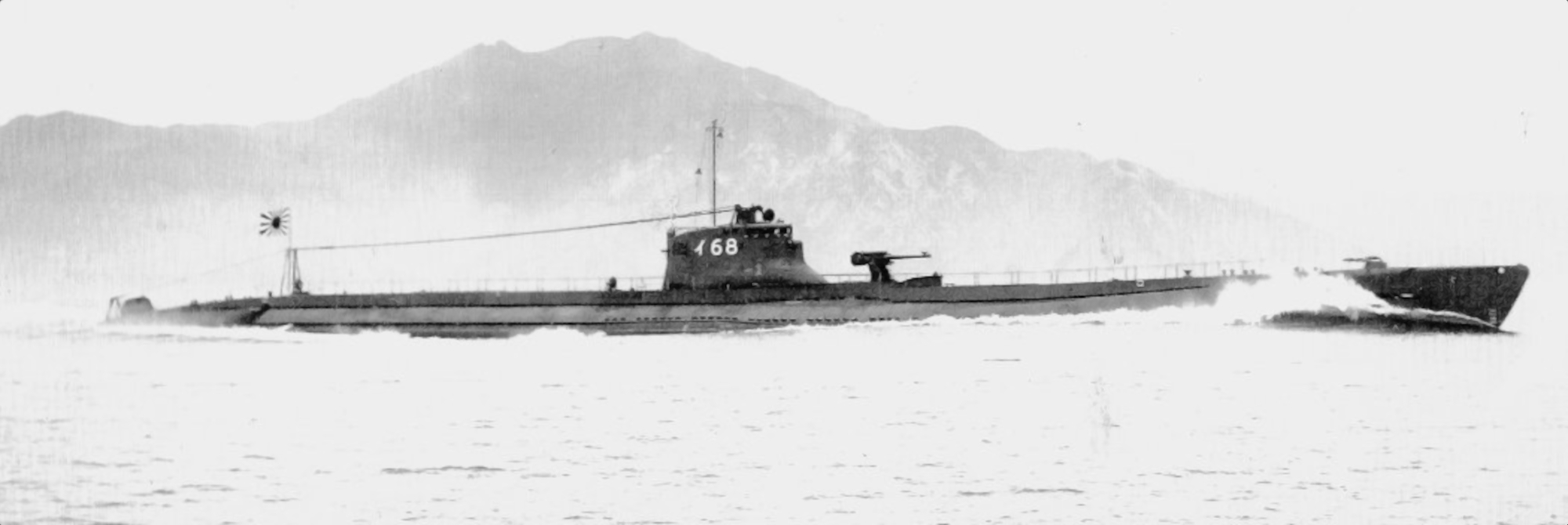
I-68/I-168 in 1934

Dự án số S31 (Kaidai VIa) và S34 (Kaidai VIb). Các tàu thuộc nhóm này được đặt lườn trong khoảng thời gian từ năm 1931 tới năm 1934 theo Chương trình Mở rộng Trang bị Hải quân lần 1 (Maru 1) và Chương trình Mở rộng Trang bị Hải quân lần 2 (Maru 2) của Hải quân Đế quốc Nhật Bản. Tám tàu ngầm thuộc nhóm Kaidai VI được đưa vào hoạt động; I-168, I-169, I-70, I-171, I-172, I-73, I-174, và I-175. Ở vận tốc 23 knot, đây là nhóm tàu ngầm có vận tốc chạy khi nổi nhanh nhất lúc đó cho đến khi bị các tàu I-174 và I-175 thuộc nhóm Kaidai VIb vượt mặt. So với lớp tiền nhiệm, các tàu thuộc nhóm Kaidai VIa/b dài hơn 30 cm, nặng hơn 25 tấn và được trang bị pháo cỡ nòng 100 mm (VIa) và 120 mm (VIb) trên boong tàu.
Nhóm Kaidai VI đã góp công đánh chìm hai hàng không mẫu hạm của Hải quân Hoa Kỳ trong chiến tranh. Ngoài ra, tàu ngầm I-70 là tàu chiến đầu tiên của Nhật Bản bị đánh chìm trong Chiến tranh thế giới thứ hai, và tàu ngầm I-73 là chiến công đầu tiên của lực lượng tàu ngầm Hoa Kỳ trong Chiến tranh thế giới thứ hai.
| Tàu              | Phân lớp   | Xưởng đóng                                | Đặt lườn             | Hạ thủy             | Hoàn thành           | Hoạt động | Số phận |
| ---------------- | ---------- | ----------------------------------------- | -------------------- | ------------------- | -------------------- | --- | --- |
| I-168 (gốc-I-68) | Kaidai VIa | Xưởng Hải quân Kure                       | 18 tháng 6 năm 1931  | 26 tháng 6 năm 1933 | 31 tháng 7 năm 1934  | • Đánh chìm khu trục hạm Hammann ngày 6 tháng 6 năm 1942. • Đánh chìm hàng không mẫu hạm Yorktown ngày 7 tháng 6 năm 1942 | Bị tàu ngầm Mỹ USS Scamp bắn chìm ở phía bắc Rabaul ngày 27 tháng 7 năm 1943 |
| I-169 (gốc-I-69) | Kaidai VIa | Khu Công nghiệp Đóng tàu Kōbe, Mitsubishi | 22 tháng 12 năm 1932 | 15 tháng 2 năm 1934 | 28 tháng 9 năm 1935  | Đánh chìm tàu buôn Tjinegara của Hà Lan ngày 21 tháng 7 năm 1942 | Bị đánh chìm trong đợt không kích ở Truk ngày 4 tháng 4 năm 1944 |
| I-70             | Kaidai VIa | Xưởng Hải quân Sasebo                     | 25 tháng 1 năm 1933  | 14 tháng 6 năm 1934 | 9 tháng 9 năm 1935   | | Bị máy bay của hàng không mẫu hạm USS Enterprise bắn chìm ở ngoài khơi quần đảo Hawaii, ngày 10 tháng 12 năm 1941                                                                        |
| I-171 (gốc-I-71) | Kaidai VIa | Xưởng Đóng tàu Kawasaki                   | 15 tháng 2 năm 1933  | 25 tháng 8 năm 1934 | 24 tháng 12 năm 1935 | Đánh chìm tàu chở quân USS General Royal T. Frank của Lục quân Hoa Kỳ vào ngày 19 tháng 1 năm 1942 | Bị đánh chìm bởi khu trục hạm USS Guest và USS Hudson ở phải tây đảo Buka, ngày 30 tháng 1 năm 1944                                                                                      |
| I-172 (gốc-I-72) | Kaidai VIa | Khu Công nghiệp Đóng tàu Kōbe, Mitsubishi | 16 tháng 12 năm 1933 | 6 tháng 4 năm 1935  | 7 tháng 1 năm 1937   | • Đánh chìm tàu vận tải hơi nước USS Prusa vào ngày 19 tháng 12 năm 1941 • Đánh chìm tàu chở dầu USS Neches ngày 23 tháng 1 năm 1942 | Bị khu trục hạm USS Southard bắn chìm ở San Cristobal ngày 10 tháng 11 năm 1942 |
| I-73             | Kaidai VIa | Xưởng Đóng tàu Kawasaki                   | 5 tháng 9 năm 1933   | 20 tháng 6 năm 1935 | 7 tháng 1 năm 1937   | | Bị tàu ngầm Mỹ USS Gudgeon bắn chìm ở ngoài khơi Midway 28°24′B 178°35′Đ / 28,4°B 178,583°Đ ngày 27 tháng 1 năm 1942. Tàu chiến Nhật Bản đầu tiên bị lực lượng tàu ngầm Hoa Kỳ bắn chìm. |
| I-174 (gốc-I-74) | Kaidai VIb | Xưởng Hải quân Sasebo                     | 16 tháng 10 năm 1934 | 28 tháng 3 năm 1937 | 15 tháng 8 năm 1938  | Đánh chìm tàu chở quân USS Portmar và làm hư hại tàu USS LST-469 trong cuộc tấn công Đoàn Vận tải GP55 ngày 16 tháng 6 năm 1943 | Bị máy bay ném bom B-24 Liberator tấn công và đánh chìm ngoài khơi Truk ngày 12 tháng 4 năm 1944                                                                                         |
| I-175 (gốc-I-75) | Kaidai VIb | Khu Công nghiệp Đóng tàu Kōbe, Mitsubishi | 1 tháng 11 năm 1934  | 16 tháng 9 năm 1936 | 18 tháng 12 năm 1938 | • Đánh chìm tàu USS Manini ngày 18 tháng 12 năm 1941 • Làm hư hại tàu buôn Allara của Australia vào ngày 23 tháng 7 năm 1942 • Đánh chìm tàu buôn Murada của Australia ngày 24 tháng 7 năm 1942 • Đánh chìm tàu buôn Cagou của Pháp ngày 28 tháng 7 năm 1942 • Đánh chìm tàu RMS Dranker vào ngày 3 tháng 8 năm 1942 • Đánh chìm hàng không mẫu hạm hộ tống USS Liscome Bay ngày 24 tháng 11 năm 1943 | Bị đánh chìm bởi khu trục hạm USS Nicholas ở phía đông bắc đảo san hô Wotje, ngày 17 tháng 2 năm 1944                                                                                    |

### Kaidai VII (lớpI-176)
Dự án số S41. Thiết kế cuối cùng của lớp Kaidai, mười tàu ngầm Kaidai VII được đặt hàng vào năm 1939 (I-176 tới I-185), và được hoàn thành vào năm 1942 và 1943. Các tàu được đóng theo Chương trình Mở rộng Trang bị Hải quân lần 4. Hải quân Nhật thường gọi lớp này là New Kaidai (新海大型 Shin Kaidai-gata), và từng có ý định dùng để thay thế cho lớp Kaidai III và Kaidai IV. Thay vì lắp các ống phóng ngư lôi ở đuôi tàu như các lớp tiền nhiệm, lớp Kaidai VII đã đặt cả sáu ống phóng ở phần mũi tàu.
Bảy trong số 10 chiếc của nhóm Kaidai VII bị đánh chìm trong năm hoạt động đầu tiên và tháng 10 năm 1944, toàn bộ các tàu đều bị đánh chìm.
| Số hiệu | Tàu              | Xưởng đóng                                 | Đặt lườn                            | Hạ thủy                              | Hoàn thành                               | Hoạt động | Số phận |
| ------- | ---------------- | ------------------------------------------ | ----------------------------------- | ------------------------------------ | ---------------------------------------- | --- | --- |
| 154     | I-176 (gốc-I-76) | Xưởng Hải quân Kure                        | 22 tháng 6 năm 1940 (Dưới tên I-76) | 7 tháng 6 năm 1941                   | ngày 4 tháng 8 năm 1942 (Dưới tên I-176) | • Làm hư hại tuần dương hạm hạng nặng USS Chester vào ngày 20 tháng 10 năm 1942 • Đánh chìm tàu ngầm USS Corvina vào ngày 17 tháng 11 năm 1943 | Bị bắn chìm bởi khu trục hạm USS Franks and USS Haggard ở tây bắc đảo Buka, 17 tháng 5 năm 1944.                                                                                           |
| 155     | I-177 (gốc-I-77) | Xưởng Đóng tàu Kawasaki                    | 10 tháng 3 năm 1941 (Dưới tên I-77) | 20 tháng 12 năm 1941                 | 28 tháng 12 năm 1942 (Dưới tên I-177)    | • Đánh chìm tàu RMS Limerick ngày 26 tháng 4 năm 1943 • Đánh chìm tàu AHS Centaur ngày 14 tháng 5 năm 1943 | Bị bắn chìm bởi khu trục hạm hộ tống USS Steele và USS Samuel S. Miles ở phía tây bắc Palau, 3 tháng 10 năm 1944                                                                           |
| 156     | I-178 (gốc-I-78) | Khu Công nghiệp Đóng tàu Kōbe, Mitsubishi. | 21 tháng 5 năm 1941 (Dưới tên I-78) | 24 tháng 2 năm 1942                  | 26 tháng 12 năm 1942 (Dưới tên I-178)    | Đánh chìm tàu vận tải lớp Liberty Lydia M. Child ngày 27 tháng 4 năm 1943 | Mất tích sau ngày 17 tháng 6 năm 1943 trong chuyến tuần tra phía đông Australia. Nguyên nhân mất tích không rõ, có thể bị máy bay của Không quân Hoàng gia Australia tấn công và bắn chìm. |
| 157     | I-179 (gốc-I-79) | Xưởng Đóng tàu Kawasaki                    | 21 tháng 8 năm 1941 (Dưới tên I-79) | 16 tháng 7 năm 1942 (Dưới tên I-179) | 8 tháng 6 năm 1943                       | | Chìm trong một vụ tai nạn ở Iyo Nada, 9 tháng 7 năm 1943 |
| 158     | I-180 (gốc-I-80) | Xưởng Hải quân Kure                        | 17 tháng 4 năm 1941 (Dưới tên I-80) | 7 tháng 2 năm 1942 (Dưới tên I-180)  | 15 tháng 1 năm 1943                      | • Đánh chìm tàu buôn Wollongbar của Australia ngày 29 tháng 4 năm 1943 • Đánh chìm tàu buôn SS Fingal của Na Uy ngày 5 tháng 5 năm 1943 • Làm hư hại tàu vận tải Ormiston của Australia ngày 12 tháng 5 năm 1943 • Làm hư hại tàu vận tải Caradale của Australia ngày 12 tháng 5 năm 1943 | Bị khu trục hạm hộ tống USS Gilmore bắn chìm ngoài khơi thành phố Dutch Harbor 55°10′B 155°40′T / 55,167°B 155,667°T, 27 tháng 4 năm 1944                                                  |
| 159     | I-181            | Xưởng Hải quân Kure                        | 11 tháng 11 năm 1941                | 2 tháng 5 năm 1942                   | 25 tháng 5 năm 1943                      | | Bị tàu cao tốc và khu trục hạm của Hải quân Hoa Kỳ bắn chìm ngoài khơi New Guinea, 16 tháng 1 năm 1944                                                                                     |
| 160     | I-182            | Xưởng Hải quân Kure                        | 10 tháng 11 năm 1941                | 20 tháng 5 năm 1942                  | 10 tháng 5 năm 1943                      | | Bị đánh chìm bởi khu trục hạm USS Wadsworth ngoài khơi Espiritu Santo 1 tháng 9 năm 1943                                                                                                   |
| 161     | I-183            | Xưởng Đóng tàu Kawasaki                    | 26 tháng 12 năm 1941                | 21 tháng 1 năm 1943                  | 3 tháng 10 năm 1943                      | | Bị tàu ngầm Mỹ USS Pogy bắn chìm ở phía nam Shikoku, 28 tháng 4 năm 1944 |
| 162     | I-184            | Xưởng Hải quân Kure                        | 1 tháng 4 năm 1942                  | 12 tháng 12 năm 1942                 | 15 tháng 10 năm 1943                     | | Bị đánh chìm bởi máy bay của hàng không mẫu hạm hộ tống USS Suwannee ở phía đông nam đảo Saipan, 19 tháng 6 năm 1944                                                                       |
| 163     | I-185            | Xưởng Hải quân Kure                        | 9 tháng 2 năm 1942                  | 16 tháng 9 năm 1942                  | 23 tháng 9 năm 1943                      | | Bị khu trục hạm USS Newcomb và USS Chandler đánh chìm ở phía tây bắc đảo Saipan, 22 tháng 6 năm 1944                                                                                       |

## Thông số
| Phân lớp             | Phân lớp             | Kaidai I (I-51) | Kaidai II (I-152) | Kaidai IIIa (I-153) | Kaidai IIIb(I-156)                                     | Kaidai IV (I-61) |
| -------------------- | -------------------- | --- | --- | --- | ------------------------------------------------------ | --- |
| Trọng tải choán nước | Khi nổi              | 1.390 tấn Anh (1.412 t)                                                                                               | 1.390 tấn Anh (1.412 t) | 1.635 tấn Anh (1.661 t) | 1.635 tấn Anh (1.661 t)                                | 1.575 tấn Anh (1.600 t) |
| Trọng tải choán nước | Khi lặn              | 2.430 tấn Anh (2.469 t)                                                                                               | 2.500 tấn Anh (2.540 t) | 2.300 tấn Anh (2.337 t) | 2.300 tấn Anh (2.337 t)                                | 2.300 tấn Anh (2.337 t) |
| Chiều dài (tổng thể) | Chiều dài (tổng thể) | 91,44 m (300 ft 0 in)                                                                                                 | 100,85 m (330 ft 10 in) | 100,58 m (330 ft 0 in) | 101,00 m (331 ft 4 in)                                 | 97,70 m (320 ft 6 in) |
| Sườn ngang           | Sườn ngang           | 8,81 m (28 ft 11 in)                                                                                                  | 7,64 m (25 ft 1 in) | 7,98 m (26 ft 2 in) | 7,90 m (25 ft 11 in)                                   | 7,80 m (25 ft 7 in) |
| Mớn nước             | Mớn nước             | 4,60 m (15 ft 1 in)                                                                                                   | 5,14 m (16 ft 10 in) | 4,83 m (15 ft 10 in) | 4,90 m (16 ft 1 in)                                    | 4,83 m (15 ft 10 in) |
| Mức lặn              | Mức lặn              | 6,02 m (19 ft 9 in)                                                                                                   | 6,71 m (22 ft 0 in) | 6,71 m (22 ft 0 in) | 6,70 m (22 ft 0 in)                                    | 6,70 m (22 ft 0 in) |
| Động cơ              | Động cơ              | 4 × động cơ diesel Sulzer Mk.2 4 trục chân vịt                                                                        | 2 × động cơ diesel Sulzer Mk.3 2 trục chân vịt | 2 × động cơ diesel Sulzer Mk.3 2 trục chân vịt | 2 × động cơ diesel Sulzer Mk.3 2 trục chân vịt         | 2 × động cơ diesel Rauschenbach Mk.2 2 trục chân vịt                                                                                                |
| Công suất            | Khi nổi              | 5,200 bhp | 6,800 bhp | 6,800 bhp | 6,800 bhp                                              | 6,000 bhp |
| Công suất            | Khi lặn              | 2,000 shp | 1,800 shp | 1,800 shp | 1,800 shp                                              | 1,800 shp |
| Tốc độ               | Khi nổi              | 18,4 hải lý trên giờ (34,1 km/h)                                                                                      | 20,1 hải lý trên giờ (37,2 km/h) | 20,0 hải lý trên giờ (37,0 km/h) | 20,0 hải lý trên giờ (37,0 km/h)                       | 20,0 hải lý trên giờ (37,0 km/h) |
| Tốc độ               | Khi lặn              | 8,4 hải lý trên giờ (15,6 km/h)                                                                                       | 7,7 hải lý trên giờ (14,3 km/h) | 8,0 hải lý trên giờ (14,8 km/h) | 8,0 hải lý trên giờ (14,8 km/h)                        | 8,5 hải lý trên giờ (15,7 km/h) |
| Tầm hoạt động        | Khi nổi              | 20.000 nmi (37.000 km) at 10 hải lý trên giờ (19 km/h)                                                                | 10.000 nmi (19.000 km) at 10 hải lý trên giờ (19 km/h) | 10.000 nmi (19.000 km) at 10 hải lý trên giờ (19 km/h) | 10.000 nmi (19.000 km) at 10 hải lý trên giờ (19 km/h) | 10.000 nmi (19.000 km) at 10 hải lý trên giờ (19 km/h)                                                                                              |
| Tầm hoạt động        | Khi lặn              | 100 nmi (190 km) at 4 hải lý trên giờ (7,4 km/h)                                                                      | 100 nmi (190 km) at 4 hải lý trên giờ (7,4 km/h) | 90 nmi (170 km) at 3 hải lý trên giờ (5,6 km/h) | 60 nmi (110 km) at 3 hải lý trên giờ (5,6 km/h)        | 60 nmi (110 km) at 3 hải lý trên giờ (5,6 km/h) |
| Mức lặn sâu tối đa   | Mức lặn sâu tối đa   | 45,7 m (150 ft) | 45,7 m (150 ft) | 60,0 m (196,9 ft) | 60,0 m (196,9 ft)                                      | 60,0 m (196,9 ft) |
| Nhiên liệu           | Nhiên liệu           | 508 tấn | 284,5 tấn | 241,8 tấn | 230 tấn                                                | 230 tấn |
| Thủy thủ đoàn        | Thủy thủ đoàn        | 70 | 58 | 63 | 63                                                     | 58 |
| Vũ trang             | Vũ trang             | • 8 × ống phóng ngư lôi 533 mm (21 in) (6 × mũi tàu, 2 × đuôi tàu) • 24 × ngư lôi • 1 × hải pháo 120 mm (4,7 in) L/45 | • 8 × ống phóng ngư lôi 533 mm (21 in) (6 × mũi tàu, 2 × đuôi tàu) • 16 × ngư lôi • 1 × hải pháo 120 mm (4,7 in) L/45 • 1 x hải pháo 76 mm Kiểu 41 L/23.5 | • 8 × ống phóng ngư lôi 533 mm (21 in) (6 × mũi tàu, 2 × đuôi tàu) • 16 × ngư lôi • 16 × 6th Year Type torpedoes • 1 × hải pháo 120 mm (4,7 in) L/40 • 1 × súng máy 7,7 mm | Tương tự nhóm Kaidai IIIa                              | • 6 × ống phóng ngư lôi 533 mm (21 in) (4 × mũi tàu, 2 × đuôi tàu) • 14 × ngư lôi Kiểu 89 • 1 × hải pháo 120 mm (4,7 in) L/40 • 1 × súng máy 7,7 mm |

| Phân lớp             | Phân lớp             | Kaidai V (I-165) | Kaidai VIa (I-168) | Kaidai VIa (I-171) | Kaidai VIb (I-174) |
| Trọng tải choán nước | Khi nổi              | 1.575 tấn Anh (1.600 t) | 1.400 tấn Anh (1.422 t) | Tương tự Kaidai VIa | 1.420 tấn Anh (1.443 t) |
| Trọng tải choán nước | Khi lặn              | 2.330 tấn Anh (2.367 t) | 2.440 tấn Anh (2.479 t) | Tương tự Kaidai VIa | 2.564 tấn Anh (2.605 t) |
| Chiều dài (tổng thể) | Chiều dài (tổng thể) | 97,70 m (320 ft 6 in) | 104,70 m (343 ft 6 in) | Tương tự Kaidai VIa | 105,00 m (344 ft 6 in) |
| Sườn ngang           | Sườn ngang           | 8,20 m (26 ft 11 in) | 8,20 m (26 ft 11 in) | Tương tự Kaidai VIa | 8,20 m (26 ft 11 in) |
| Mớn nước             | Mớn nước             | 4,70 m (15 ft 5 in) | 4,58 m (15 ft 0 in) | Tương tự Kaidai VIa | 4,60 m (15 ft 1 in) |
| Mức lặn              | Mức lặn              | 7,05 m (23 ft 2 in) | 7,00 m (23 ft 0 in) | Tương tự Kaidai VIa | 7,00 m (23 ft 0 in) |
| Động cơ              | Động cơ              | 2 × động cơ diesel Sulzer Mk.3 2 trục chân vịt | 2 × động cơ diesel Kampon Mk.1A Mẫu 8 2 trục chân vịt | Tương tự Kaidai VIa | 2 × động cơ diesel Kampon Mk.1B Mẫu 8 2 trục chân vịt                                                                                           |
| Công suất            | Khi nổi              | 6,000 bhp | 9,000 bhp | Tương tự Kaidai VIa | 9,000 bhp |
| Công suất            | Khi lặn              | 1,800 shp | 1,800 shp | Tương tự Kaidai VIa | 1,800 shp |
| Vận tốc              | Khi nổi              | 20,5 hải lý trên giờ (38,0 km/h) | 23,0 hải lý trên giờ (42,6 km/h) | Tương tự Kaidai VIa | 23,0 hải lý trên giờ (42,6 km/h) |
| Vận tốc              | Khi lặn              | 8,2 hải lý trên giờ (15,2 km/h) | 8,2 hải lý trên giờ (15,2 km/h) | Tương tự Kaidai VIa | 8,2 hải lý trên giờ (15,2 km/h) |
| Tầm hoạt động        | Khi nổi              | 10.000 nmi (19.000 km) ở vận tốc 10 hải lý trên giờ (19 km/h) | 14.000 nmi (26.000 km) ở vận tốc 10 hải lý trên giờ (19 km/h) | Tương tự Kaidai VIa | 10.000 nmi (19.000 km) ở vận tốc 16 hải lý trên giờ (30 km/h)                                                                                   |
| Tầm hoạt động        | Khi lặn              | 60 nmi (110 km) ở vận tốc 3 hải lý trên giờ (5,6 km/h) | 65 nmi (120 km) ở vận tốc 3 hải lý trên giờ (5,6 km/h) | Tương tự Kaidai VIa | 90 nmi (170 km) ở vận tốc 3 hải lý trên giờ (5,6 km/h)                                                                                          |
| Mức lặn sâu tối đa   | Mức lặn sâu tối đa   | 75,0 m (246,1 ft) | 70,0 m (229,7 ft) | Tương tự Kaidai VIa | 85,0 m (278,9 ft) |
| Nhiên liệu           | Nhiên liệu           | 230 tấn | 341 tấn | Tương tự Kaidai VIa | 442 tấn |
| Thủy thủ đoàn        | Thủy thủ đoàn        | 62 | 68 | Tương tự Kaidai VIa | 68 |
| Vũ trang             | Vũ trang             | • 6 × ống phóng ngư lôi 533 mm (21 in) (4 × mũi tàu, 2 × đuôi tàu) • 14 × ngư lôi Kiểu 89 • 1 × pháo đa dụng 100 mm (3,9 in) L/50 Kiểu 88 • 1 × súng phòng không 12,7 mm • 1 × súng máy 7,7 mm | • 6 × ống phóng ngư lôi 533 mm (21 in) (4 × mũi tàu, 2 × đuôi tàu) • 14 × ngư lôi Kiểu 89 • 1 × pháo đa dụng 100 mm (3,9 in) L/50 Kiểu 88 • 1 × súng phòng không Hotchkiss M1929 13,2 mm (0,52 in) • 1 × súng máy 7.7 mm | • 6 × ống phóng ngư lôi 533 mm (21 in) (4 × mũi tàu, 2 × đuôi tàu) • 14 × ngư lôi Kiểu 89 • 1 × hải pháo 120 mm (4,7 in) L/40 • 1 × súng phòng không 13,2 mm • 1 × súng máy 7,7 mm | • 6 × ống phóng ngư lôi 533 mm (21 in) (6 × mũi tàu) • 12 × ngư lôi Kiểu 95 • 1 × hải pháo 120 mm (4,7 in) L/40 • 2 × pháo cao xạ 25 mm Kiểu 96 |